# Aerodrom Los Anđeles
Međunarodni aerodrom Los Anđeles (IATA: LAX, ICAO: KLAX, FAA LID: LAX), koji se obično naziva LAX (pri čemu se svako slovo izgovara pojedinačno), primarni je međunarodni aerodrom koji opslužuje Los Anđeles i okolnu metropolu.
LAX je lociran u kvartu Vestčester Los Anđelesa, 18 mi (30 km) jugozapadno od centra Los Anđelesa, sa komercijalnim i stambenim oblastima Vestčester na severu, gradom El Segundo na jugu i gradom Inglvud na istoku. LAX je najbliži aerodrom okruzima Vestsajd i Saut Bej.
Aerodrom je u vlasništvu i njim upravlja organizacija Svetski aerodromi Los Anđeles (LAWA), koja je agencija vlade Los Anđelesa, a ranije je bila poznata kao Ministarstvo aerodroma. Aerodrom pokriva 3.500 acres (1.400 ha) zemljišta. LAX ima četiri paralelne poletno-sletne staze.
U 2019. godini kroz LAX je prevezeno 88.068.013 putnika, što ga čini trećim na svetu i drugim najprometnijim aerodromom u Sjedinjenim Državama nakon Međunarodnog aerodroma Hartsfild–Džekson Atlanta. Kao najveći i najprometniji međunarodni aerodrom na zapadnoj obali SAD, LAX je glavna međunarodna kapija ka Sjedinjenim Državama, a takođe služi i kao povezna tačka za putnike koji putuju u inostranstvo. Aerodrom drži rekord najprometnijeg aerodromu na svetu u pogledu početne i odredišne tačke, jer u odnosu na druge aerodrome, mnogo više putnika započinje ili završava putovanja u Los Anđelesu, nego što ga koristi kao vezu. To je ujedno i jedini aerodrom koji je rangiran među pet najboljih američkih aerodroma u SAD u pogledu putničkog i teretnog saobraćaja.
LAX služi kao glavno središte ili fokusni centar za veći broj putničkih aviokompanija nego bilo koji drugi aerodrom u Sjedinjenim Državama. Iako je LAX najprometniji aerodrom na širem području Los Angelesa, nekoliko drugih aerodroma, uključujući Holivudski aerodrom Berbank, aerodrom Džon Vejn, aerodrom Long Bič, kao i Međunarodni aerodrom Ontario, takođe opslužuju ovo područje.

## Istorija
Godine 1928. Gradsko veće Los Anđelesa odabralo je 640 acres (1,00 sq mi; 260 ha) u južnom delu Vestčestera za novi aerodrom. Polja pšenice, ječma i lima pasulja pretvorena su u zemljane staze za sletanje bez ikakvih terminalnih zgrada. Aerodrom je bio nazvan Majnsovo polje po Vilijamu V. Majnsu, agentu za prodaju nekretnina koji je ugovorio posao. Prva građevina, Hangar br. 1, podignuta je 1929. godine i nalazi se u Nacionalnom registru istorijskih mesta.
Majnsovo polje je otvoreno kao aerodrom u Los Anđelesu 1930. godine, a grad ga je kupio da bude opštinski aerodrom 1937. Ime je postalo Aerodrom Los Angeles 1941. i Međunarodni aerodrom Los Anđeles 1949. godine. Tokom 1930-ih godina glavni aviokompanijski aerodromi bili su Berbank aerodrom (tada poznat kao Junion vazdušni terminal, a kasnije Lokhid) u Berbanku i Grand central aerodrom u Glendejlu. (Godine 1940, sve aviokompanije su bile u Berbanku, osim tri poletanja nedeljno Meksikane sa Glendejla. Krajem 1946, većina letova aviokompanija preselilo se na LAX, ali Berbank je još uvek zadržao nekoliko.)
Majnsovo polje se nije protezalo zapadno od Sepulveda bulevara. Sepulveda je preusmeren oko 1950. godine, da bi zaobilazio oko zapadnih krajeva produženih poletno-sletna staza istok-zapad (sada poletno-sletne staze 25L i 25R), koje su do novembra 1950. bile 6.000 ft (1.800 m) duge. Tunel je završen 1953. godine, omogućavajući Sepulveda bulevaru da se vrati u pravu liniju i prođe ispod dve poletno-sletne staze; to je bio prvi tunel te vrste. Sledećih nekoliko godina dve poletno-sletne staze bile su duge 8.500 ft (2.600 m).

### „” u
Pre 1930-ih, postojeći aerodromi u Sjedinjenim Državama su koristili dvoslovne skraćenice zasnovane na skraćenicama meteoroloških stanica na aerodromima. U to vreme, aerodrom u Los Anđelesu je koristio oznaku „LA”. Sa brzim rastom vazduhoplovne industrije, oznake su proširene na tri slova 1947. godine. „LA” je promenjeno u „LAX”, gde „X” nema neko posebno značenje. Istu skraćenicu koriste luka Los Anđeles u San Pedru i Amtrakova stanica u centru Los Anđelesa.

## Infrastruktura

### Terminali
Međunarodni aerodrom u Los Anđelesu ima 161 gejt u devet putničkih terminala raspoređenih u obliku slova U ili potkovice. Na strani aerodroma, autobusi LAX Shuttle linije A omogućavaju putnicima kretanje između svih terminala. Postoje različiti pešački koridori omogućavaju putnicima kretanje između svih terminala peške bez potrebe za izlaskom i ponovnim ulaskom na aerodromsku bezbednosnu kontrolu. Pored toga, do januara 2026. аerodrom će opsluživati automatizovani prevoz ljudi, koji će povezivati terminale jedan sa drugim na kopnu, zajedno sa obezbeđivanjem veze sa objektom za iznajmljivanje automobila, parking objektima i LAX/Metro tranzitnim centrom, koji opslužuje sistem metroa i linije javnog autobusa.

## Avio-kompanije i destinacije

### Redovne linije
| Airlines                      | Destinations | Refs               |
| ----------------------------- | --- | ------------------ |
| Aer Lingus                    | Dublin | [ 17 ]             |
| Aeroméxico                    | Guadalajara, Manzanillo, Mexico City | [ 21 ]             |
| Air Canada                    | Montréal–Trudeau, Toronto–Pearson, Vancouver | [ 25 ]             |
| Air China                     | Beijing–Capital, Shenzhen | [ 28 ]             |
| Air France                    | Papeete, Paris–Charles de Gaulle | [ 31 ]             |
| Air New Zealand               | Auckland | [ 32 ]             |
| Air Premia                    | Seoul–Incheon | [ 33 ]             |
| Air Tahiti Nui                | Auckland, Papeete, Paris–Charles de Gaulle | [ 34 ]             |
| Alaska Airlines               | Anchorage, Belize City, Boise, Cancún, Eugene, Everett, Guadalajara, Guatemala City, Honolulu (ends March 19, 2025), Ixtapa/Zihuatanejo, Kailua-Kona (begins June 12, 2025), La Paz (MX), Las Vegas, Liberia (CR), Loreto, Manzanillo, Mazatlán, Medford, Monterrey (begins February 13, 2025), Nassau, Newark, Portland (OR), Puerto Vallarta, Redmond/Bend, Reno/Tahoe, San Francisco, San Jose (CA), San José (CR), San José del Cabo, Santa Rosa, Seattle/Tacoma, Spokane, Tri-Cities (WA), Washington–Dulles, Washington–National Seasonal: Fort Lauderdale, Kelowna, Tampa | [ 41 ]             |
| Allegiant Air                 | Bellingham, Billings, Boise, Cincinnati, Eugene, Fayetteville/Bentonville, Indianapolis, Laredo, Memphis, Minneapolis/St. Paul, Rapid City, Spokane (begins May 23, 2025), Springfield/Branson, Tulsa Seasonal: Bozeman, Cedar Rapids/Iowa City, Des Moines, Glacier Park/Kalispell, Grand Rapids, Idaho Falls, Jackson Hole, Little Rock, McAllen, Missoula, Montrose, Omaha, Sioux Falls, Tri-Cities (WA), Wichita | [ 42 ]             |
| All Nippon Airways            | Tokyo–Haneda, Tokyo–Narita | [ 43 ]             |
| American Airlines             | Atlanta, Austin, Boston, Charlotte, Chicago–O'Hare, Columbus–Glenn (resumes March 6, 2025), Dallas/Fort Worth, Honolulu, Indianapolis, Kahului, Kailua-Kona, Las Vegas, Lihue, London–Heathrow, Mexico City, Miami, Nashville, New York–JFK, Orlando, Philadelphia, Phoenix–Sky Harbor, Pittsburgh (resumes April 4, 2025), Raleigh/Durham, San Antonio, San Francisco, San José del Cabo, St. Louis, Sydney, Tokyo–Haneda, Washington–National Seasonal: Auckland, Cancún, Eagle/Vail, Puerto Vallarta, Vancouver | [ 47 ]             |
| American Eagle                | Albuquerque, Denver, El Paso, Fayetteville/Bentonville, Flagstaff, Houston–Intercontinental, Jackson Hole, Oklahoma City, Omaha, Portland (OR), Sacramento, San Antonio, San Francisco, Seattle/Tacoma, Tucson, Tulsa Seasonal: Aspen, Missoula, Phoenix–Sky Harbor, Reno/Tahoe, Salt Lake City, Vancouver | [ 47 ]             |
| Asiana Airlines               | Seoul–Incheon | [ 49 ]             |
| Austrian Airlines             | Seasonal: Vienna | [ 50 ]             |
| Avianca Costa Rica            | San José (CR) | [ 51 ]             |
| Avianca El Salvador           | Guatemala City, San Salvador | [ 52 ]             |
| Breeze Airways                | Jacksonville (FL), Pittsburgh, Raleigh/Durham, Richmond Seasonal: Akron/Canton, Charleston (SC), Greenville/Spartanburg, Huntsville, Madison, Norfolk, Providence | [ 58 ]             |
| British Airways               | London–Heathrow | [ 59 ]             |
| Cathay Pacific                | Hong Kong | [ 60 ]             |
| Cayman Airways                | Grand Cayman | [ 61 ]             |
| China Airlines                | Taipei–Taoyuan | [ 62 ]             |
| China Eastern Airlines        | Shanghai–Pudong | [ 63 ]             |
| China Southern Airlines       | Guangzhou | [ 64 ]             |
| Condor                        | Frankfurt | [ 65 ] [ 66 ]      |
| Copa Airlines                 | Panama City–Tocumen | [ 67 ]             |
| Delta Air Lines               | Atlanta, Austin, Boston, Cancún, Cincinnati, Dallas/Fort Worth, Denver, Detroit, Fort Lauderdale, Guatemala City (ends May 7, 2025), Honolulu, Houston–Intercontinental, Indianapolis, Kahului, Kailua-Kona, Kansas City, Las Vegas, Liberia (CR), Lihue, Mazatlán, Memphis, Mexico City, Miami, Minneapolis/St. Paul, Nashville, New Orleans, New York–JFK, Orlando, Paris–Charles de Gaulle, Portland (OR), Puerto Vallarta, Raleigh/Durham, Salt Lake City, San Antonio, San Francisco, San José (CR), San José del Cabo, San Salvador (ends May 7, 2025), Seattle/Tacoma, Shanghai–Pudong (resumes June 1, 2025), Sydney, Tampa, Tokyo–Haneda, Washington–National Seasonal: Anchorage (resumes May 24, 2025), Auckland, Brisbane, Melbourne (begins December 3, 2025), Papeete | [ 76 ]             |
| Delta Connection              | Albuquerque, Aspen, Boise, Phoenix–Sky Harbor, Reno/Tahoe, Sacramento, San Diego, San Jose (CA), Spokane, Tucson Seasonal: Bozeman, Eagle/Vail, Jackson Hole, Sun Valley | [ 78 ]             |
| El Al                         | Tel Aviv | [ 79 ]             |
| Emirates                      | Dubai–International | [ 80 ]             |
| EVA Air                       | Taipei–Taoyuan | [ 81 ]             |
| Fiji Airways                  | Nadi | [ 82 ]             |
| Finnair                       | Helsinki | [ 83 ]             |
| Flair Airlines                | Vancouver | [ 84 ]             |
| French Bee                    | Seasonal: Paris–Orly | [ 86 ]             |
| Frontier Airlines             | Atlanta, Dallas/Fort Worth, Denver, Houston–Intercontinental, Las Vegas, New York–JFK (begins May 1, 2025), Orlando (begins March 6, 2025), Phoenix–Sky Harbor, Portland (OR), Sacramento, Salt Lake City, San Francisco, San Jose (CA), Seattle/Tacoma | [ 92 ]             |
| Hawaiian Airlines             | Honolulu, Kahului, Kailua-Kona (ends June 12, 2025), Lihue | [ 93 ]             |
| Iberia                        | Madrid | [ 94 ]             |
| ITA Airways                   | Rome–Fiumicino | [ 95 ]             |
| Japan Airlines                | Osaka–Kansai, Tokyo–Haneda, Tokyo–Narita | [ 96 ]             |
| JetBlue                       | Boston, Fort Lauderdale, New York–JFK Seasonal: Buffalo, Hartford, Newark (resumes April 30, 2025), West Palm Beach | [ 99 ]             |
| JSX                           | Cabo San Lucas, Las Vegas | [ 100 ]            |
| KLM                           | Amsterdam | [ 101 ]            |
| Korean Air                    | Seoul–Incheon | [ 102 ]            |
| LATAM Brasil                  | São Paulo–Guarulhos | [ 103 ]            |
| LATAM Chile                   | Lima, Santiago de Chile | [ 104 ]            |
| LATAM Perú                    | Lima | [ 104 ]            |
| Level                         | Barcelona | [ 94 ]             |
| LOT Polish Airlines           | Warsaw–Chopin | [ 105 ]            |
| Lufthansa                     | Frankfurt, Munich | [ 106 ]            |
| Norse Atlantic Airways        | London–Gatwick Seasonal: Athens (begins June 3, 2025), Paris–Charles de Gaulle, Rome–Fiumicino (begins April 1, 2025) | [ 111 ]            |
| Philippine Airlines           | Manila | [ 112 ]            |
| Porter Airlines               | Toronto–Pearson Seasonal: Montréal–Trudeau | [ 114 ]            |
| Qantas                        | Brisbane, Melbourne, Sydney | [ 115 ]            |
| Qatar Airways                 | Doha | [ 116 ]            |
| Saudia                        | Seasonal: Jeddah | [ 118 ]            |
| Scandinavian Airlines         | Copenhagen | [ 119 ]            |
| Sichuan Airlines              | Chengdu–Tianfu | [ 120 ]            |
| Singapore Airlines            | Singapore, Tokyo–Narita | [ 121 ]            |
| Southern Airways Express      | Imperial/El Centro | [ 122 ]            |
| Southwest Airlines            | Albuquerque, Austin, Baltimore, Chicago–Midway, Dallas–Love, Denver, El Paso, Honolulu, Houston–Hobby, Kansas City, Las Vegas, Nashville, New Orleans, Oakland, Orlando (begins August 5, 2025), Phoenix–Sky Harbor, Reno/Tahoe, Sacramento, St. Louis, Salt Lake City, San Antonio, San Francisco, San Jose (CA), Tucson Seasonal: Atlanta, Kailua-Kona, Lihue | [ тражи се извор ] |
| Spirit Airlines               | Atlanta, Austin, Baltimore, Charlotte, Chicago–O'Hare, Columbus–Glenn, Dallas/Fort Worth, Detroit, Houston–Intercontinental, Kansas City, Las Vegas, Minneapolis/St. Paul, Nashville, Newark, New Orleans, Oakland, Philadelphia, Portland (OR), Reno/Tahoe, Salt Lake City, San Antonio, San Jose (CA), Seattle/Tacoma | [ тражи се извор ] |
| Starlux Airlines              | Taipei–Taoyuan | [ 128 ]            |
| Sun Country Airlines          | Minneapolis/St. Paul | [ 129 ]            |
| Swiss International Air Lines | Zurich | [ 130 ]            |
| TAP Air Portugal              | Seasonal: Lisbon (resumes May 16, 2025) |                    |
| Turkish Airlines              | Istanbul | [ 132 ]            |
| United Airlines               | Austin, Baltimore, Beijing–Capital (begins May 1, 2025), Boston, Cancún, Chicago–O'Hare, Cleveland, Cozumel, Denver, Guatemala City, Hong Kong, Honolulu, Houston–Intercontinental, Kahului, Kailua-Kona, Las Vegas, Lihue, London–Heathrow, Melbourne, Newark, Orlando, Phoenix–Sky Harbor, Puerto Vallarta, San Francisco, San José del Cabo, San Salvador, Seattle/Tacoma, Shanghai–Pudong, Sydney, Tampa, Tokyo–Haneda, Tokyo–Narita, Vancouver, Washington–Dulles Seasonal: Belize City, Bozeman, Fort Myers, Jackson Hole, Liberia (CR), San José (CR), Toronto–Pearson (begins May 22, 2025) | [ 138 ]            |
| United Express                | Aspen, Austin, Boise, Bozeman, Eureka, Fresno, Las Vegas, Monterey, Palm Springs, Phoenix–Sky Harbor, Prescott, Redding, Redmond/Bend, Reno/Tahoe, Sacramento, St. George (UT), Salt Lake City, San Diego, San Luis Obispo, Santa Barbara Seasonal: Eagle/Vail, Glacier Park/Kalispell, Hayden/Steamboat Springs, Jackson Hole, Montrose, Sun Valley | [ 138 ]            |
| Virgin Atlantic               | London–Heathrow | [ 140 ]            |
| Viva                          | Guadalajara, Mexico City Seasonal: Mérida, Monterrey | [ 142 ]            |
| Volaris                       | Aguascalientes, Guadalajara, León/Del Bajío, Mexico City, Monterrey, Morelia, Oaxaca, Uruapan, Zacatecas | [ 144 ]            |
| Volaris Costa Rica            | Guatemala City, San José (CR) | [ 145 ]            |
| Volaris El Salvador           | San Salvador | [ 146 ]            |
| WestJet                       | Calgary, Edmonton, Vancouver, Winnipeg Seasonal: Toronto–Pearson | [ 147 ]            |
| XiamenAir                     | Xiamen | [ 148 ]            |
| Zipair Tokyo                  | Tokyo–Narita | [ 149 ]            |

## Literatura
- Bullock, Freddy (1998). LAX: Los Angeles International Airport.
- Schoneberger, William A., Ethel Pattison, and Lee Nichols. Los Angeles International Airport (Arcadia Publishing, 2009.)
- „LAX Early History”. Los Angeles World Airports. Архивирано из оригинала 27. 9. 2011. г. Приступљено 25. 10. 2011.
- „Aviation Facilities Company, Inc.: Properties: LAX”. Afcoinc.com. Архивирано из оригинала 7. 7. 2011. г. Приступљено 6. 12. 2010.
- Jensen, David. „Delta TechOps Rejuvenated”. Aviation Today. Архивирано из оригинала 17. 10. 2014. г. Приступљено 13. 6. 2013.
- Lubell, Sam (26. 11. 2008). „Re-LAX – LA International Airport unveils ambitious expansion plans”. The Architect's Newspaper. Архивирано из оригинала 17. 4. 2014. г.
- „February construction projects may cause passenger impacts”. Los Angeles World Airports. 3. 2. 2015. Архивирано из оригинала 3. 2. 2015. г.
- „Los Angeles International Airport in 2011 – Economic Impact Analysis” (PDF). Los Angeles County Economic Development Corporation. avgust 2012. Приступљено 3. 2. 2015.
- „The New Tom Bradley International Terminal Project Fact Sheet” (PDF). Приступљено 23. 3. 2013.

## Spoljašnje veze
- Los Angeles International Airport official website
- „LAneXt website”.
- „LAX Noise Management Internet Flight Tracking System”.
- LAX Airport webcams, flight timetables & pilot data
- LAX Flight Tracking
- „View of LAX runways from inside air traffic control tower, California, 1986.”. Архивирано из оригинала 21. 04. 2021. г. Приступљено 06. 09. 2020. Los Angeles Times Photographic Archive (Collection 1429). UCLA Library Special Collections, Charles E. Young Research Library, University of California, Los Angeles.
- Cota-Robles, Marc (27. 2. 2017). „Construction of $1.6B LAX concourse kicks off at ceremony”. ABC7 Los Angeles (на језику: енглески). Приступљено 27. 2. 2017.